# Radoslav Razlag
Radoslav Razlag (12. ledna 1826 Radoslavci – 5. června 1880 Brežice) byl rakouský politik slovinské národnosti z Štýrska a z Kraňska, v 2. polovině 19. století poslanec Říšské rady a zemský hejtman Kraňska.

## Biografie
Byl šestým dítětem rolníka. Navštěvoval školu v obci Mala Nedelja. Po smrti rodičů ho vychovávala teta v Bučkovci. Studoval gymnázium a pak na Univerzitě ve Štýrském Hradci, kde roku 1854 promoval z práva. Byl od mládí ovlivněn myšlenkami ilyrismu a četl díla od Šafaříka a Kollára. V roce 1850 propagoval přijetí jednotného slovanského jazyka. Sám pasivně ovládal všechny slovanské jazyky. Publikoval v tisku, psal básně. Po jistou dobu se snažil tvořit v novém ilyrském jazyku, ale po kritickém ohlasu se vrátil ke slovinštině. Po skončení právnických studií nastoupil jako koncipient do advokátní kanceláře Moritze von Kaiserfelda. Kromě toho vyučoval slovinštinu na reálné škole a překládal zemské zákony a vládní výnosy do slovinštiny. V červnu 1862 byl ustanoven samostatným advokátem v Brežicích. Zde sepsal zpěvník slovinských a dalších jihoslovanských písní, který vyšel roku 1863 ve Štýrském Hradci a později ještě několikrát. V květnu 1865 byl zvolen do výboru Slovinské matice a koncem téhož roku se stal předsedou čtenářského spolku v Sevnici.
Už v prvních zemských volbách roku 1861 a znovu roku 1863 neúspěšně kandidoval do Štýrského zemského sněmu za kurii venkovských obcí v Celji. Teprve počátkem roku 1865 se dočkal zvolení za zemského poslance v Celji a jako první Slovinec nastoupil do Štýrského zemského sněmu. Společně s Josipem Vošnjakem se stal předákem slovinského hnutí v této korunní zemi. Hájil federalistickou koncepci uspořádání Rakouska. V roce 1867 mandát na zemském sněmu obhájil, ale roku 1868 se poslaneckého křesla vzdal. Nesouhlasil s politickou situací a byl dotčen, že ho zemský sněm nedelegoval do Říšské rady. Koncem 60. let se podílel na táborovém hnutí Slovinců a byl řečníkem na masových shromážděních. Už tehdy se vyslovil pro založení slovinské univerzity. Jako advokát také zastupoval některé Slovince v politických soudních sporech. V roce 1869 se vrátil do zemské politiky, nyní jako nově zvolený poslanec Kraňského zemského sněmu za kurii venkovských obcí. Mandát zde obhájil roku 1870.
11. září 1871 ho vláda Karla von Hohenwarta, která byla nakloněná federalistické koncepci uspořádání monarchie, jmenovala na post Zemského hejtmana Kraňska, tedy nejvyššího představitele zemské samosprávy a předsedy zemského sněmu. Byl prvním etnickým Slovincem v tomto úřadu. Jeho jmenování vyvolalo jistou kritiku. Valentin Zarnik nersouhlasil s tím, že hejtmanem Kraňska se stal muž původem ze Štýrska. Nelibě Razlagovo povýšení nesl i Janez Bleiweis, který měl sám ambice být zemským hejtmanem. Ve funkci nakonec setrval jen krátce. Po pádu Hohenwartovy vlády v říjnu 1871 sám 16. prosince 1871 rezignoval.
Zasedal i jako poslanec Říšské rady (celostátního parlamentu), kam usedl v prvních přímých volbách do Říšské rady roku 1873 za kurii venkovských obcí v Kraňsku, obvod Postojna, Planina atd. V roce 1873 se uvádí jako Dr. Radoslaw Razlag, advokát, bytem Lublaň. V roce 1873 zastupoval v parlamentu slovanský opoziční blok. V této době se původní slovinská Národní strana rozdělila. Razlag patřil do mladoslovinského křídla slovinské politiky a byl jedním ze čtyř mladoslovinců, kteří se dostali do Říšské rady a utvořili tu samostatný pokrokový slovinský klub. Razlag ve volbách tehdy porazil konzervativního Karla Sigmunda von Hohenwarta. V roce 1873 kritizoval staročeského předáka Riegra, když odmítl jeho koncepci prosazovanou neúspěšně v tzv. fundamentálních článcích, které označil za model autonomie nevhodný pro menší korunní země. Ve vídeňském parlamentu se profiloval liberálně, často odlišně od hlavního proudu slovinské politiky. V roce 1874 navrhl založení univerzity v Lublani, která by ale byla jazykově slovinsko-italsko-německá a sloužila by i dalším jižním zemím monarchie. Zřízení výlučně slovinského vysokého učení podle něj bylo problematické. Opakovaně odmítal přílišné rozvolňování monarchie formou autonomie korunních zemí. Ve shodě s německými liberály kritizoval katolickou církev a jezuity. Tím se prohlubovalo odcizení mezi ním a konzervativními slovinskými národovci a naopak nacházel občasné spojence v řadách německoliberální Ústavní strany. V roce 1878 se uvádí jako divoký poslanec, tedy stojící mimo klub. Již předtím v březnu 1877 složil mandát v zemském sněmu.
Závěr života strávil v politickém ústraní v Brežicích, kde převzal správu biskupského velkostatku. Trpěl dlouhou nemoci. Zemřel v červnu 1880.